# Huai (empereur)
Huai (槐) ou Di Huai (帝槐), aussi appelé Di Fen (帝芬) ou Fen Fa (芬發), était le huitième roi de la dynastie Xia. Il régna à Laoqiu de -2040 à -2014.
Il succède à son père Zhu, et son fils Mang lui succède.